# Rebrișoara
Rebrișoara – wieś w Rumunii, w okręgu Bistrița-Năsăud, w gminie Rebrișoara. W 2011 roku liczyła 3031 mieszkańców.